# Húsz óra (regény)
A Húsz óra Sánta Ferenc 1964-ben először a Magvető Könyvkiadónál megjelent alkotása. A megjelenés sorrendje szerint az író második regénye, a szerző a szerény „Krónika” megjelölést írta a cím alá. A cselekményben a történelem szubjektív oldala elevenedik meg, nagy szenvedélyek, drámai összeütközések formájában. Jellemzője az ellentétező szerkesztésmód (szimultanizmus). A jelenből a 20. század történelmének három nagy fordulópontjára tekint vissza: a földosztás idejére, az ötvenes évek elejére és 1956-ra. A falubeliek küzdelmeit, szenvedéseit mindig más szereplő líraian személyes visszaemlékezéséből kelti életre.
Hát ki csinált embert a te gyerekedből? Orvos lett a fiadból vagy földönfutó, urak cselédje?! Házat épített-e, vagy ólban, pajtában lakik-e, mint magad laktál énvélem együtt, mert az volt az, még ólnak sem jó, baromnak sem! Ki szenvedte ki az árát, ha nem a te apád meg annak az apja meg mind-mind a szegénységnek az embere a sok történelemben! De emlékezzél csak, amikor mondtam néked: Ne bújj el, ne álljál félre, ne engedd, hogy más vegye a kezébe a te forradalmadat! […] S még ekképpen is a tied lett ez az ország! Megéheztél érette, liszted, búzád, krumplidat vitték, padlásodat seperték – de a fiad, az ingyért tanult! Orvost ingyért kaptál! Patikát ingyért kaptál! A cselédházból kiköltöztél! Hát akkor kit állítanál a falhoz?… Az úristenit a kezednek, amelyik puskát fog énrám… […] Arra emeltél-e fegyvert? Az uraságra? Arra lőttél-e, amikor az életedet lopta tőled, s nem hogy házat, gyárat, iskolát építsen belőle, hogy a gyerekednek jobb legyen, hanem a maga passziójára, kurvát, kocsist, hintót, palotát hogy tartson!… Hát így állj szembe vélem! Ez most az én számadásom!

## Történet
Egy újságíró érkezik egy kis magyar faluba, végigjárja a községet, hogy riportot készítsen az elmúlt 20 év eseményeivel kapcsolatban. Húszórás ott-tartózkodása alatt szemtanúkat faggat, hogy mindenre kiterjedő magyarázatot kapjon egy tragikus eseményre. 1956 őszén korábban jó barátok kerültek végzetes konfliktusba egymással. A gyilkosság egyéni indítékai és társadalmi előzményei a beszélgetések során mozaikszerűen bontakoznak ki. A szereplők természetes közvetlenséggel beszélnek az újabb és a régebbi eseményekről, mindegyikük a saját igazságát osztja meg a kérdezővel, máshonnan világít rá a múltban történtekre. A húsz fejezet mindegyike tömör, rövid: egy-egy óra eseményét mondja el. Megszólalnak a korszak hősei és antihősei, a falu közemberei és tisztségviselői, a téesz dolgozói, az állami gazdaság igazgatója, az 1945 utáni falu életében sorsdöntőnek számító emberek. A riporter találkozik az 1919-es Tanácsköztársaság résztvevőjével (idősebb Varga Sándorral), az egykori földbirtok grófjával, a megkeseredett funkcionáriussal, a néhai Kocsis Benjámin családjának tagjaival. A beszélgetések folytatódnak azokkal is, akik Béni halálában részesek voltak. Elmondhatja a véleményét a mozgalmi ember és a mindent elhárító közömbös értelmiségi (a fővárosi élet után vágyódó orvos).

## Szereplők
| - Igazgató Jóska - Varga Sándor - Balogh Anti - Kocsis Béni - A budapesti riporter | - Csókos Cuha András - Kiskovács Géza - Idősebb Varga Sándor - Balogh Antal fia - A gróf - Terus, a gróf élettársa - Az orvos - A tanító - A tanító felesége, Csilla - A tanácselnök - Máté, járási titkár - Rendőrök - Szabó és Bohati elvtárs a járástól |

## Érdekesség
A XVI. fejezet az Újfalusi Kossuth Termelőszövetkezet vezetőségi ülésének jegyzőkönyvét tartalmazza. Az író-krónikás őszintén, nyíltan, tárgyilagosan mutatja be az 1960-as évek termelőszövetkezetének napi gondjait. A fejezetben megszólaló szereplők párbeszédéből, vitáiból érzékelhető, milyen problémák foglalkoztatták a szövetkezetbe tömörülő egykori cselédeket, zselléreket és középparasztokat. Hogyan élt a Kádár-korszak kezdetén a parasztság, milyen volt a sorsa ebben az időszakban.

### A XVI. fejezet szereplői
- Bakó István szövetkezeti elnök
- Csűrös János elvtárs, a Járási Párt Végrehajtó Bizottság titkára
- Horváth József szövetkezeti párttitkár
- Gergely Imre agronómus
- A vezetőség tagjai: Nagy András, Csomós Gábor, Császár Imre, Berkó János, Kovács Kiss Lajos, Burkus Géza, Kiss József, Antal Péter, Nagy Samu, Kerekes Ferenc, Kócsi Gerzson, Molnár József, Kis Pál, Szekér János, Molnár József
- Tisza József könyvelő

## Kiadások (válogatás)
- Ulpius-ház Könyvkiadó, Budapest, 2013, ISBN 9789633831366
- Kossuth Kiadó, Budapest, 2005, ISBN 9630947366
- Magvető Könyvkiadó, Budapest, 1986, ISBN 9631409244
- Magvető Könyvkiadó, 1981, ISBN 9632713893
- Magvető Könyvkiadó, 1977, ISBN 9632707222
- Magvető Könyvkiadó, 1976, ISBN 9632704886
- Magvető Könyvkiadó, 1972
- Magvető Könyvkiadó, 1967
- Magvető Könyvkiadó, 1965
- Magvető Könyvkiadó, 1964

## Filmváltozat
A regényből 1965-ben fekete-fehér magyar film készült. A forgatókönyvet Köllő Miklós írta, Fábri Zoltán rendezte, a főszerepeket Páger Antal, György László, Görbe János és Szirtes Ádám játszotta. A film a Mafilm (1. Játékfilmstúdió) gyártásában készült.